# Jardim do Mar

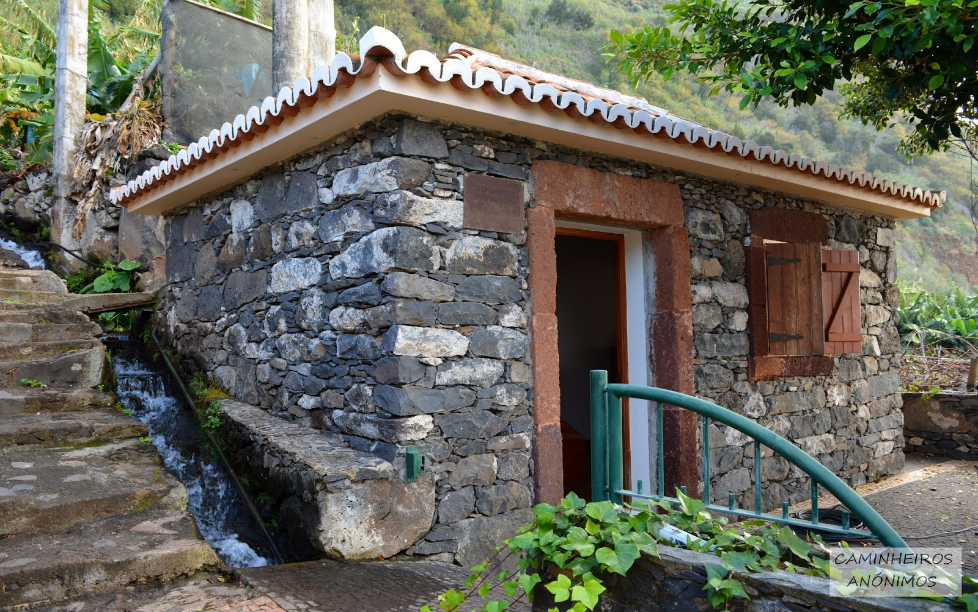
Moinho das Roseiras

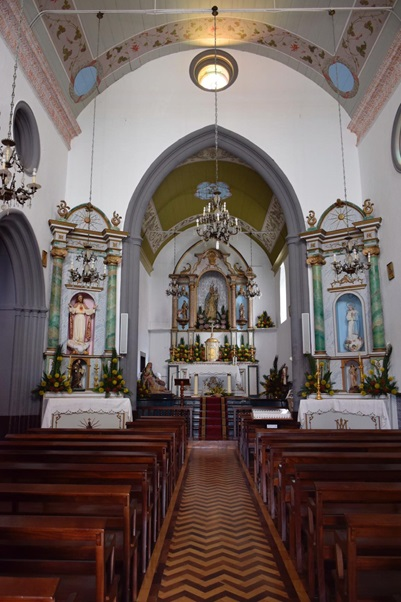
Igreja do Jardim do Mar

Jardim do Mar é uma freguesia portuguesa do município da Calheta (Madeira),  com 0,74 km² de área e 215 habitantes (censo de 2021). A sua densidade populacional é 290,5 hab./km².

## Demografia
Nos censos de 1911 a 1930 estava anexada à freguesia do Estreito da Calheta. Pelo decreto-lei n.º 30.214, de 22 de dezembro de 1939, passaram a constituir freguesias autónomas.
A população registada nos censos foi:
| Distribuição da População por Grupos Etários | Distribuição da População por Grupos Etários | Distribuição da População por Grupos Etários | Distribuição da População por Grupos Etários | Distribuição da População por Grupos Etários |
| -------------------------------------------- | -------------------------------------------- | -------------------------------------------- | -------------------------------------------- | -------------------------------------------- |
| Ano                                          | 0-14 Anos                                    | 15-24 Anos                                   | 25-64 Anos                                   | > 65 Anos                                    |
| 2001                                         | 36                                           | 36                                           | 118                                          | 62                                           |
| 2011                                         | 21                                           | 22                                           | 103                                          | 58                                           |
| 2021                                         | 11                                           | 23                                           | 122                                          | 59                                           |

## Freguesias próximas
- Paul do Mar, nordeste
- Prazeres (Calheta), norte

## Património
- Igreja Paroquial do Jardim do Mar - edificada no século XIX

Igreja Paroquial de Nossa Senhora do Rosário
Em 15 de novembro de 1734 criou-se um curato na freguesia do Jardim do Mar, com sede na Capela Nossa Senhora do Rosário já ali existente, que foi inteiramente reconstruída no ano de 1786.
Mais tarde o pároco César Martinho Fernandes iniciou a construção de uma nova igreja com o mesmo orago, tendo sido benzida a 19 de setembro de 1907 pelo Bispo D. Manuel Agostinho Barreto.
A Igreja do Jardim do Mar, dedicada a Nossa Senhora do Rosário foi construída entre 1906 e 1907 sobre as ruínas da primitiva capela do século XVI. O responsável por esta obra de arquitetura foi o pároco do Jardim do Mar Padre César Martinho Fernandes que com a ajuda do povo, homens e mulheres, conseguiu construir esta igreja sem a ajuda de dinheiros públicos.
O estilo desta Igreja é o estilo gótico, um gótico revivalista, tratando-se de uma réplica em escala menor da catedral de Notre Dame de Paris, Séc. XX. A Festa de Nossa Senhora do Rosário realiza-se nesta paróquia no dia 7 de Outubro.
Moinho das Roseiras
O Moinho das Roseiras situa-se no Sítio das Roseiras, no princípio da vereda que liga o jardim do mar aos Prazeres.
Apesar de não existir qualquer registo da data da sua construção sabe-se que os seus proprietários foram José Maria Ferreira e sua esposa Maria Leopoldina Sumares Ferreira.
Como o Jardim do Mar é, e sempre foi rico em água, o que não acontecia nas freguesias vizinhas (Paul do Mar e Estreito da Calheta), o moinho trabalhava durante todo o ano, visto até o seu proprietário chegar a dormir no moinho e outubro até o Natal, tal era a solicitação para moer o trigo por parte das pessoas da sua freguesia e arredores.
Após a morte de José Maria Ferreira (1955), o moinho ainda continuou a funcionar por mais alguns anos, mas com o andar dos tempos e a escassez o trigo o moinho deixou de funcionar.
No ano de 2005, foi doado à junta de freguesia pelos seus herdeiros, constando agora como património da freguesia do Jardim do Mar.

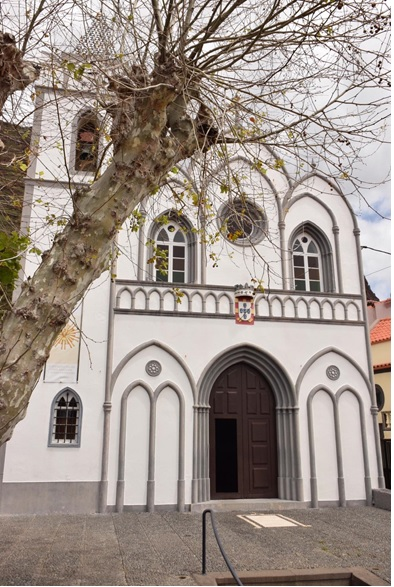
Igreja do Jardim do Mar

## Equipamentos
- Biblioteca Municipal do Jardim do Mar
- Junta de Freguesia de Jardim do Mar
- Centro de Saúde

## Pontos turísticos
- Estreito da Calheta - Jardim do Mar
- Praia do Portinho
- Praia da Enseada

## Festividades
A Festa de Nossa Senhora do Rosário realiza-se nesta paróquia no dia 7 de Outubro.